# Эртегюн, Мехмет Мюнир
Мехмет Мюнир Эртегюн (тур. mehmet Münir Ertegün; 1883, Стамбул — 11 ноября 1944, Вашингтон) — турецкий дипломат.

## Биография
Родился в 1883 году в семье чиновника Мехмет Джамиль Бея и его жены Айше Хамиде Ханым, которая была дочерью суфийского шейха. В 1908 году Мюнир Эртегюн окончил Стамбульский университет. Затем работал в министерстве иностранных дел. В 1920 году Эртегюн вошёл в состав делегации, направляющейся в Анкару, чтобы встретиться с группой националистов-революционеров, возглавляемых Ататюрком. Двум министрам, входившим в состав делегации, не удалось достичь взаимопонимания с националистами, поэтому министры вернулись в Стамбул. Эртегюн же присоединился к революционерам в Анкаре. Мюнир Эртегюн стал одним из помощников Ататюрка во время войны за независимость и позднее вошёл в состав делегации, подписавшей от имени Турции Лозаннский мирный договор.
После того, как западные страны признали Турецкую республику Эртегюн был отправлен в Женеву в качестве наблюдателя от Турции в Лиге Наций. Из Женевы Мюнир Эртегюн часто выезжал в Париж, где велись переговоры относительно судьбы долгов Османской империи. Затем Эртегюн занимал должности посла в Швейцарии (1925—1930), Франции (1930—1932), Великобритании (1932—1934) и США (1934—1944). Умер 11 ноября 1944 года в Вашингтоне от сердечного приступа. Вследствие Второй мировой войны тело Эртегюна было доставлено на корабле USS Missouri лишь в апреле 1946 года. Мюнир Эртегюн был похоронен в Ускюдаре, позднее там также были похоронены его сыновья Ахмет и Несухи.
На момент смерти Эртегюна в Вашингтоне не было мечети, чтобы похоронить его, поэтому был построен Исламский центр.

### Личная жизнь
В 1917 году Мюнир Эртегюн женился на Эмине Хайрюнниса Рюстем. У них было трое детей. Сыновья Мюнира Ахмет и Несухи стали известными музыкальными продюсерами.